# Apelbergsgatan

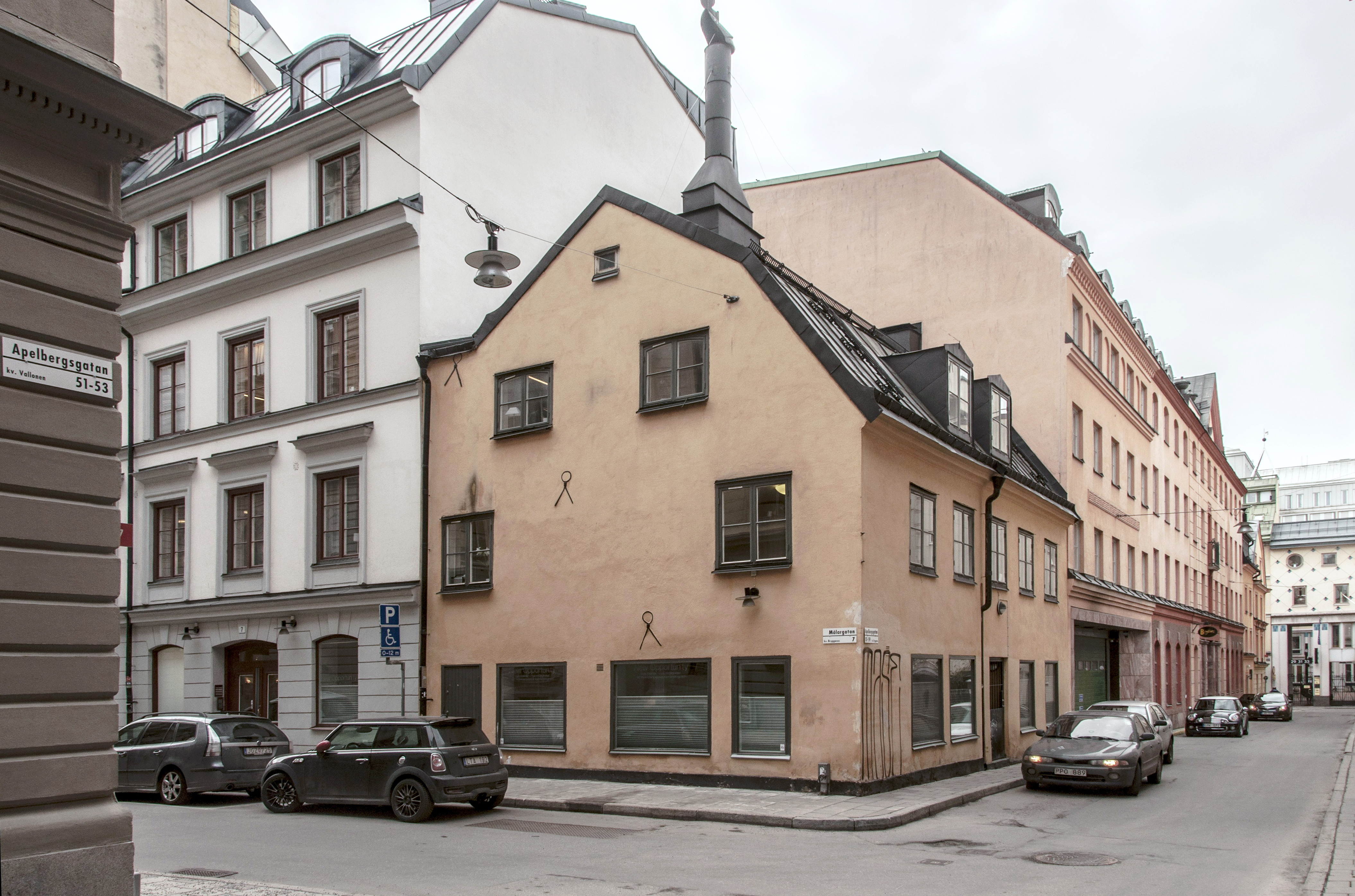
Kvarteret Bryggaren. Hörnhuset byggt 1757. Höger därom Bryggaren 16.

Apelbergsgatan är en gata på Norrmalm i Stockholm. Gatan fick sitt nuvarande namn 1857.
Gatan går från Klara norra kyrkogata i väster till Malmskillnadsgatan i öster och korsar däremellan både Drottninggatan och Sveavägen. Gatan är möjligtvis uppkallad efter räntmästaren Jonas Persson (adlad Apelberg) som levde i mitten av 1600-talet. Enligt en annan teori anknyter namnet till kvarteret Apeln som är beläget norr om gatan. Det äldsta kända namnet för gatan är Cantzlers gatun (1638, 1643, 1646). Med Cantzler avsågs rikskanslern Axel Oxenstierna och gatan ledde till dennes trädgård. Den del som ligger öster om Drottninggatan hette fram till mitten av 1800-talet Rödhårens gränd, uppkallad efter en borgare vid namn Hindrich Rööhår eller en murarmästare Johan Erichsson Röhår.